# Robin Hood (Macfarren)
Robin Hood är en engelsk opera i tre akter, med musik av George Alexander Macfarren och libretto av John Oxenford. Den framfördes för första gången på Her Majesty's Theatre i London den 11 oktober 1860.